# João Meirelles Filho
João Carlos de Souza Meirelles Filho (São Paulo, 7 de março de 1960) é empreendedor social e escritor brasileiro, sendo considerado uma referência[carece de fontes?] nos estudos da Amazônia e Viajantes.
Desde 1984 se dedica ao movimento ambientalista.

## Biografia
Administrador de empresas pela FGV-SP (1981), reside em Belém, Pará, desde 2004. Desde sua fundação em 1998, é diretor geral do Instituto Peabiru, organização da sociedade civil de interesse público (OSCIP) que tem como missão "facilitar processos de fortalecimento da organização social e da valorização da sociobiodiversidade" .
Foi vice-presidente na Fundação SOS Mata Atlântica (1985-1990), presidente do Instituto de Ecoturismo do Brasil, consultor de empresas (Suzano, Trevisan, Unibanco, entre outros) e participou de diferentes organizações e conselhos.
Como escritor, é autor de 18 livros. Foi líder da AVINA de 1999-2012. Recebeu duas vezes o 1o Lugar na Categoria Social, do Prêmio Samuel Benchimol, do Banco da Amazônia, em 2012 e 2013 e a Ordem do Mérito Jus et Labor, no Grau Cavaleiro – Tribunal Regional do Trabalho TRT 8 (2016).

## Obras
- Livro de Ouro da Amazônia (Ediouro, 2004);
- Grandes Expedições à Amazônia Brasileira,  vol I – 1500 a 1930 (2009), vol II –  século XX (2011), Editora Metalivros;
- Rios do Brasil, Editora Metalivros, 2016;
- Organizador do livro Patrimônio Natural Privado do Brasil, Editora Metalivros (2016).
- O Abridor de Letras, Editora Record, Prêmio Sesc de Literatura, categoria contos, (2017)